# فيسيانا
بلدية بيسيانا (بالكاتالانية: Veciana) هي إحدى بلديات مقاطعة برشلونة، والتي تقع في منطقة كاتالونيا، شرق إسبانيا.
يبلغ عدد سكانها 171 نسمة وفقاً لإحصائية سنة (2007).